# Florian Hanig
Florian Hanig (* 1968 in Gräfelfing) ist ein deutscher Drehbuchautor, Regisseur und Journalist.

## Leben
Florian Hanig studierte in München, den Vereinigten Staaten und Hongkong, außerdem besuchte er die Deutsche Journalistenschule. Von 1995 bis 2000 war er als Redakteur bei dem Reisemagazin Merian tätig. Reportagen und Aufsätze von ihm erschienen in verschiedenen Sammelbänden. 1998 wurde er mit dem Axel-Springer-Preis in der Kategorie Print für den Text Glänzende Geschäfte: Die City of London ausgezeichnet.
Von 2000 bis 2018 war Hanig als Asien-Korrespondent und Geschäftsführender Redakteur bei der Zeitschrift GEO angestellt. Von April 2015 bis April 2016 leitete er in Vertretung von Andreas Wolfers die Henri-Nannen-Schule, die von Gruner + Jahr, dem Zeitverlag und dem Spiegel getragene Journalistenschule in Hamburg. 
Sein Debütfilm Folgeschäden erschien 2005. Für das Drehbuch wurde Hanig mit dem Deutschen CivisFernsehpreis in der Kategorie Unterhaltung ausgezeichnet. Er schrieb außerdem Drehbücher für Kückückskind, einen Fernsehfilm über vertauschte Kinder, und das Leihmutter-Drama Monsoon Baby (2014), das für den Grimme-Preis nominiert wurde. Außerdem dreht er als Regisseur Dokumentarfilme. 
Florian Hanig lebt in Hamburg und Bangalore, Indien.

## Filmografie
- 2005: Folgeschäden
- 2014: Kückückskind
- 2014: Monsoon Baby
- 2017: Der letzte Dalai Lama?[10]
- 2018: Verbotene Liebe in Indien[11]
- 2019: Familie Bundschuh – Wir machen Abitur
- 2021: KI – Die letzte Erfindung[12]
- 2021: Der Bozen-Krimi – Entscheidung am Penser Joch[13]
- 2023: Der Barcelona-Krimi – Totgeschwiegen[14]
- 2023: Der Barcelona-Krimi – Absturz[15]